# Carlos Gilberto Nascimento Silva
Carlos Gilberto Nascimento Silva o simplement Gil (Campos dos Goytacazes, Brasil el 12 de juny de 1987) és un jugador de futbol brasiler que juga com defensa central amb el Shandong Luneng xinès.